# بيتر باسبي وايت
بيتر باسبي وايت هو مؤرخ كندي، ولد في 1922 في تورونتو في كندا.